# Vaccinium tenellum
Vaccinium tenellum, quả việt quất đen nhỏ là một loài thực vật có nguồn gốc ở miền đông nam Hoa Kỳ từ đông nam Mississippi đến bắc Florida đến miền nam Virginia. Nó phát triển trong rừng và trong các khu vực cây bụi ở độ cao lên đến 200 m.
Vaccinium tenellum là một loại cây bụi rụng lá cao lên đến 80   cm, thường hình thành các cụm lớn. Lá có hình elip, dài lên tới 4 cm. Hoa có màu trắng hoặc hồng nhạt, hình trụ, có tới 10   dài mm. Quả có màu xanh rất đậm, gần như đen, đường kính khoảng 7mm.